# Charles Supernant
Louis-Charles Supernant, plus connu dans le monde de la chanson en son temps sous le pseudonyme de Carle Daniel, né dans l'ancien 1er arrondissement de Paris le 14 mars 1814 et mort à Paris 9e le 27 décembre 1873 est un comédien, poète, chansonnier et goguettier français.
Artiste connu jadis, son nom et son œuvre sont à présent complètement oubliés par le grand public.

## Biographie
Eugène Imbert écrit en février 1880 :
Supernant (Louis-Charles), plus connu dans le monde de la chanson sous le nom de Carle Daniel, était né le 14 mars 1814. Il est mort le 27 décembre 1873, d'une maladie contractée aux remparts pendant le siège de Paris ; car, malgré ses cinquante-cinq ans, il avait voulu faire son devoir de garde national.
Dans sa jeunesse, il avait été soldat, ouvrier compositeur, artiste dramatique. Plus tard il occupait un emploi dans une compagnie d'assurances. Il sut toujours  réserver une part de son temps à l'étude et à la poésie. Comme compositeur, il avait pris une part active à la préparation de nouveaux tarifs. Artiste, il a joué sur le théâtre du Luxembourg et sur ceux des frères Séveste. C'était le temps en effet où ces directeurs exploitaient seuls les scènes de la banlieue. Chaque soir, les acteurs, tout costumés, s'entassaient dans une voiture pour aller représenter à Grenelle la pièce qu'ils venaient de jouer à Montmartre. Souvenir de Thespis et de son char comique ! Supernant tenait l'emploi des amoureux, des jeunes Premiers rôles, et s'en acquittait avec beaucoup de chaleur et de distinction. Un artiste qui l'a connu vers 1838 à Bobino, comme on disait alors, me le certifiait encore tout récemment. Je connais de Supernant plus de soixante pièces, et je ne connais pas tout. Éditées un peu partout, dans les Échos du Vaudeville, dans des recueils de chanteurs, quelques-unes ont eu de la vogue. Le Samedi soir; tableau touchant de la vie ouvrière, se chantera longtemps encore. Citons, dans le: genre gracieux, Mon  printemps, Sous les bois ; dans le genre mélancolique, les Cierges éteints, la Dernière seconde ; dans le genre grave, Pécheresse, le Retour à Dieu. Le Chemin de l'amitié, la Vengeance du Chêne sont des légendes dramatiques. La Boudeuse, Ronde de Noce, Un Regard en arrière, la Moisson, et surtout Au poste, nous montrent dans le talent de Supernant le côté pittoresque et souriant. La Route, au contraire, mêle à la description presque minutieuse des choses cette sorte d'amertume qu'inspire aux esprits rêveurs la contemplation de la vie humaine.
Les Grillons, que nous reproduisons plus loin, présentent un tableau plein de tristesse et de grâce.
Écoutez ce couplet de Mon printemps :
Je n'avais plus, dans ma détresse, 

La force de vivre ou d'aimer ; 

Mais aujourd'hui de ma maîtresse 

Le souvenir vient m'animer.

Que le parfum des fleurs écloses 

Donne de doux enivrements ! 

Mon amour est comme les roses : 

Il fleurit avec le printemps.
Cette note élégiaque domine chez notre poète. Presque partout on retrouve, comme dans les Grillons, ce rapprochement entre la nature et ses divers aspects, d'une part, et de l'autre, l'âme et ses émotions intimes. N'est-ce pas là toute la poésie ?
Longtemps avant que Mouret eût inauguré ses soirées en l'honneur des auteurs morts, dans lesquelles on exécute surtout les œuvres de Charles Gille (Mouret a épousé la sœur de ce chansonnier), nous avions commencé à célébrer leur mémoire à la société de la rue Lamartine. C'est à cette occasion, que Supernant avait fait une longue suite de couplets où, passant en revue un bon nombre d'anciens chansonniers, il les caractérisait à sa manière. Je citerai celui-ci : 
Tout auprès d'eux prenant part à la fête, 

Collé, Gouffé, Panard, à l'unisson, 

Chacun de vigne ayant orné sa tête, 

Applaudissaient un joyeux échanson.

C'était Brazier, dont la muse indocile 

Accueillait mal la syntaxe et son mors.

Bah ! la gaieté suffit au vaudeville ; 

Point de pédants chez les chansonniers morts.
J'ai choisi ce couplet pour protester contre le reproche qu'il contient à l'égard de Brazier, qui n'était pas aussi incorrect qu'on l'a prétendu.
Quelques-unes des chansons de Supernant sont adaptées à des airs connus. Bougnol en a mis un grand nombre en musique, et avec succès. J'ai essayé moi-même de traduire en notes la Route et la Branche de saule.
Il avait composé plusieurs opérettes, soit seul, soit en collaboration avec M. Jules de La Guette, l'auteur d'une parodie très connue des Deux Gendarmes. Il avait aussi réuni et condensé en une sorte d'opéra-comique, sous le titre des Contes Rémois, les épisodes les plus piquants du recueil de M. de Chevigné. J'ai eu en outre entre les mains l'Innocence d'un Forçat, drame tiré d'une nouvelle de Charles de Bernard.
Il faut bien parler, au moins pour mémoire, de certains articles sur la Goguette qui firent lors de leur apparition et plus tard encore un grand bruit dans le public chansonnier. Bien des cris de paon s'élevèrent, bien des haines prirent naissance, et cela se comprend. Il est donc impossible de passer cet épisode sous silence. Supernant lui-même me reprocherait, s'il vivait, de l'avoir, laissé dans l'ombre. Ces articles, qui, suivant l'usage du journal où ils parurent, n'étaient pas signés, furent publiés par l'Atelier, aux mois de mai, août et octobre 1844. Supernant avait pour collaborateurs, à ce journal, entre autres ouvriers, Pascal et ce même Corbon qui depuis... mais alors il n'était pas sénateur. Inspiré par une honnêteté sincère et par un rigorisme peut-être exagéré, Supernant offrait de la Goguette et des goguettiers une peinture assurément peu flatteuse. C'était un tableau poussé au noir; mais les citations que l'écrivain apportait à l'appui de sa philippique ne laissaient pas d'être accablantes pour les auteurs et pour leur auditoire.
Cette sévérité dont Supernant faisait preuve à l'égard des chansonniers de son temps, il l'exerçait aussi envers lui-même. Jamais il ne s'exposa au reproche d'immoralité. Sans doute, comme beaucoup d'entre nous, il ne craignait pas de pincer à l'occasion la corde folichonne. Peines de cœur et Notes de voyage prouvent qu'il aurait pu obtenir dans ce genre de véritables succès. Mais il n'eut jamais consenti à chanter en public même les moins décolletées de ses productions. Il n'en faisait part qu'à ses intimes, au dessert.
Le vin même, un des lieux communs de la chanson, se montrait peu dans ses couplets. Aussi, quand il entrait dans une société lyrique, le public disait-il à demi voix : Voilà le poète. Et il l'était, dans le bon sens du mot : poète, non pour chanter seulement, mais pour dire, pour prouver quelque chose, pour enseigner.
Supernant, qui avait beaucoup plus d'entrain et de joyeuse humeur dans l'intimité qu'on n'aurait pu le croire, était un des trois fondateurs du Hareng Saur, banquet annuel qui se tenait chaque Toussaint et dont je vous promets l'histoire. Or, 
Ses qualités étaient la sincérité, le courage à exprimer ses sentiments et ses opinions, lors même qu'il savait qu'ils pouvaient n'être pas conformes à ceux de ses auditeurs. Ce n'était pas bravade, mais amour de la vérité. Ses défauts (qui n'en a peu ou prou ?) : un peu d'excès dans le développement de ses idées, et, par suite de son aversion pour la banalité, quelque recherche. Son débit se ressentait naturellement des unes et des autres : beaucoup de soin, d'intelligence, de jeu, si je puis dire, mais trop de soulignés.
Camarade obligeant, ami dévoué, mari affectueux, il a laissé chez tous ceux qui l'ont pu connaître des souvenirs vivaces et de sincères regrets.
Je regrette vivement que l'espace qui m'est accordé m'oblige à écourter cet article. J'espère bien me dédommager plus tard, et payer plus amplement à ce véritable poète le tribut qu'il mérite et comme ami et comme chansonnier.
La veuve de Supernant avait annoncé, dans les jours qui suivirent sa mort, l'intention où elle était de publier le recueil de ses poésies. Il est à souhaiter qu'elle donne enfin suite à ce projet. Tous les amis du poète l'en remercieront.

## Ue chanson de Charles Supernant
Les Grillons

Solitude

Air : Notre-Dame du mont Carmel.

Dans cette nuit froide et profonde 

Qui sur les bois jette un linceul, 

Sous mon toit, comme dans le monde, 

Sans vous, grillons, je serais seul.

De mon foyer, troupe folâtre, 

Venez égayer les clartés ; 

O joyeux habitants de l'âtre, 

Chantez, grillons, grillons, chantez.

Souvent ma pensée, asservie 

Aux tableaux de l'âtre enflammé, 

Comprit le néant de la vie

Au dernier charbon consumé.

Si l’œil humain pouvait descendre 

Au fond des cœurs désenchantés ! 

-— Après le feu reste la cendre... 

Chantez, grillons, grillons, chantez.

Parfois, comme des salamandres, 

Les flammes dansent sous mes yeux, 

Traçant d'innombrables méandres 

Dans leurs élans capricieux ; 

A cette fête fantastique, 

Grillons, vous êtes invités, 

Car vous en êtes la musique...

Chantez, grillons, grillons, chantez.

Puis, c'est une Sodome ardente 

Que Dieu d'un regard embrasa...

Et je songe à l'enfer de Dante : 

Lasciat' ogni speranza. 

— Est-il vrai ? Dieu les abandonne 

Ceux que son fils a rachetés ?...

Non ! il punit, puis il pardonne ; 

Chantez, grillons, grillons, chantez.

La neige au seuil de ma demeure 

Attache son suaire blanc, 

Et l'eau, de ma vitre qui pleure, 

Tombe avec un bruit morne et lent ; 

Le vent souffle au dehors, dans l'ombre ; 

Et pourtant, grillons, écoutez ! 

Plus que la nuit mon âme est sombre...

Chantez, grillons, grillons, chantez.

A deux genoux dans sa chaumière 

— C'était la nuit aussi, jadis ! — 

On murmurait près de sa bière 

A voix basse : De profundis ! 

Je contemplais ses traits livides 

Avec des yeux épouvantés...

— Les cercueils pleins font les cœurs vides —  

Chantez, grillons, grillons, chantez.

Dans l'âtre à la lueur blafarde, 

La flamme a cessé de courir ; 

Mon foyer pâli me regarde 

Avec des yeux qui vont mourir ; 

La vapeur, blanche d'étincelles, 

S'en élève en flots argentés...

L'âme ainsi retrouve ses ailes ; 

Chantez, grillons, grillons, chantez..

Mais pourquoi toutes ces pensées 

Dans lesquelles mon cœur s'aigrit ? 

Je les croyais bien effacées 

De mon âme et de mon esprit...

— Des compagnons que j'eus sur terre, 

Vous, les seuls qui soyez restés, 

Pour endormir le solitaire, 

Chantez, grillons, grillons, chantez.

Charles Supernant